# Sulaiman de Brunéi
El sultán Sulaiman fue el cuarto sultán de Brunéi. 
Reinó desde 1432 hasta su abdicación en 1485 para permitir que su hijo, Bolkiah, pasase a ser sultán. 
Fallece en 1511.